# Рантанен, Хели
Хе́ли Орвокки Ра́нтанен (фин. Heli Orvokki Rantanen; 26 февраля 1970, Ламми, Финляндия) — финская легкоатлетка, специалистка в метании копья. Олимпийская чемпионка Олимпийских игр 1996 года в Атланте. Многократная чемпионка своей страны (1991, 1992, 1995, 1996, 1997, 1998).
Хели Рантанен родилась 26 февраля 1970 года в финском городе Ламми (ныне в составе муниципалитета Хямеэнлинна).
Начала выступать на крупных соревнованиях в 1990 году. Дебют на мировых первенствах пришёлся на чемпионат в Токио в 1991 году, где она стала девятой. На Олимпийских играх 1992 года в Барселоне заняла 6-е место с результатом 62,34.
На чемпионате мира в Штутгарте в 1993 году она заняла лишь 11-е место, даже не попав в финал; однако затем результаты спортсменки пошли по нарастающей — на мировом первенстве в Гётеборге в 1995 году она была уже четвёртой, уступив место на пьедестале своей соотечественнице Микаэле Ингберг, которая опередила Рантанен лишь на 12 сантиметров.
Звёздным часом Хели Рантанен стали Олимпийские игры в Атланте, где она уверенно победила с результатом 67 м 94 см, опередив ближайшую соперницу, австралийку Луизу МакПол более чем на два метра.
В дальнейшем спортсменка не показывала серьёзных результатов и в конце 1990-х годов завершила карьеру.